# برند ری
برند ری (انگلیسی: Ray Brand؛ زادهٔ ۲ اکتبر ۱۹۳۴) بازیکن فوتبال اهل بریتانیا است.
از باشگاه‌هایی که در آن بازی کرده‌است می‌توان به باشگاه فوتبال هتفیلد تاون، باشگاه فوتبال ساوتند یونایتد، و باشگاه فوتبال میلوال اشاره کرد.